# エルザ・レントシュミット
エルザ・レントシュミット（ドイツ語: Elsa Rendschmidt, 1886年1月11日 - 1969年10月9日）は、ドイツ出身の女性フィギュアスケート選手(女子シングル)。
1908年ロンドンオリンピック銀メダリスト。

## 経歴
- 1908年ロンドンオリンピックで銀メダルを獲得。このメダルはドイツ女子選手として初のメダルでもあった。
- 1911年、ドイツフィギュアスケート選手権で女子シングルが初めて開催され初代女王となる。
- 1969年10月9日、死去。
- 2006年2月1日、彼女の栄光を称えベルリンシャルロッテンブルク＝ヴィルマースドルフ区にある道がレントシュミットと名づけられた。

## 主な戦績
| 大会/年      | 1905-06 | 1906-07 | 1907-08 | 1908-09 | 1909-10 | 1910-11 |
| ------------ | ------- | ------- | ------- | ------- | ------- | ------- |
| オリンピック |         |         |         | 2       |         |         |
| 世界選手権   | 4       | 4       | 2       |         | 2       |         |
| ドイツ選手権 |         |         |         |         |         | 1       |